# Gani R.C, Basavana Bagevadi
Gani R.C là một làng thuộc tehsil Basavana Bagevadi, huyện Bijapur, bang Karnataka, Ấn Độ.